# Tim Storrier

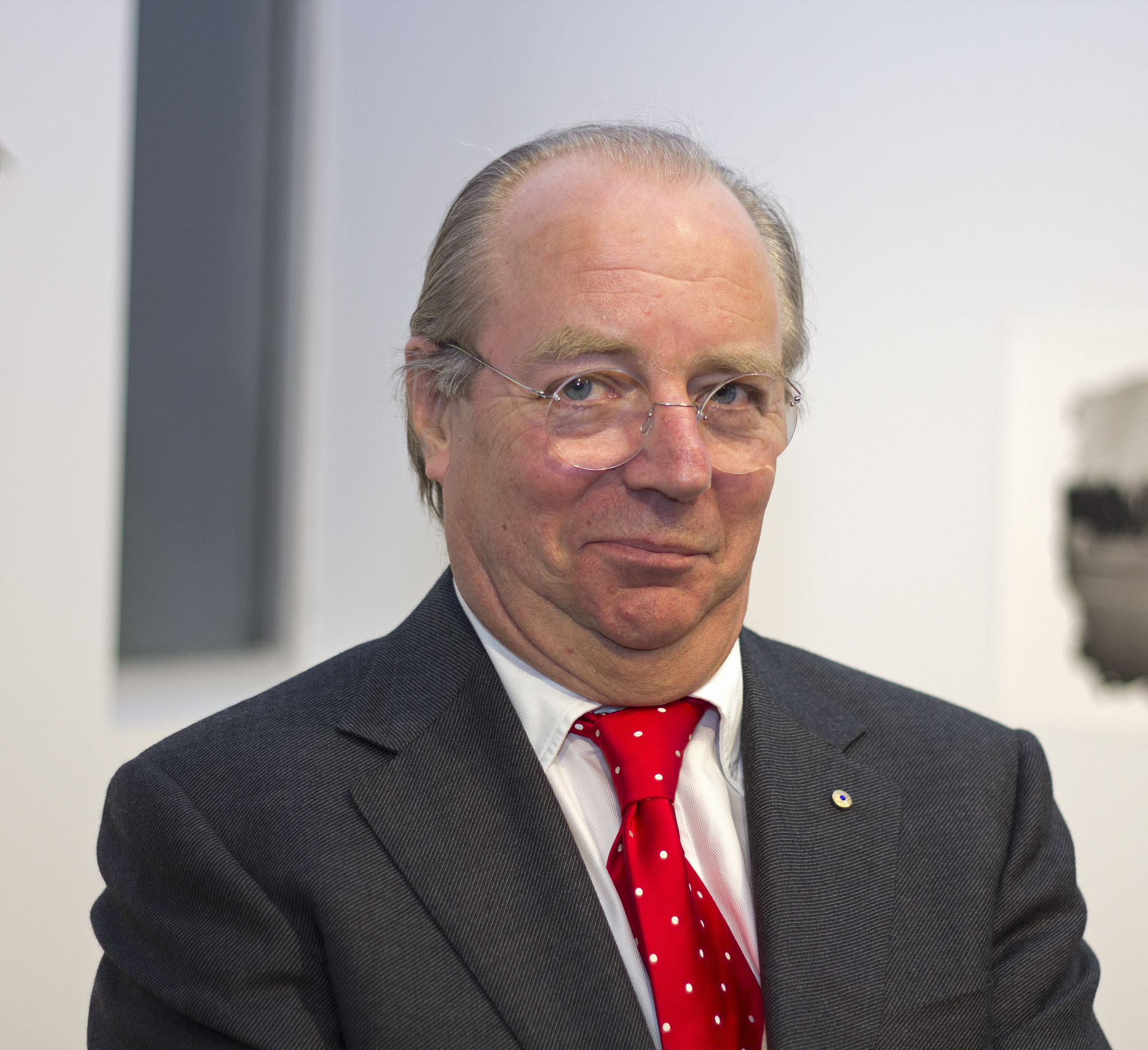
Tim Storrier, 2012

Timothy „Tim“ Austin Storrier AM (* 13. Februar 1949 in Sydney) ist ein australischer Maler.

## Leben
Storrier lebte ab 1953 in der Nähe von Wellington in New South Wales. Von 1959 bis 1966 besuchte er die Sydney Church of England Grammar School in Sydney. 1967 schrieb er sich für ein Studium an der National Art School in Sydney ein, brach seine Ausbildung dort jedoch 1969 ab, um als Grafiker bei der Australian Broadcasting Commission zu arbeiten. Die Art Gallery of New South Wales ermöglichte ihm 1972 als Artist in Residence Aufenthalte im Owen Tooth Memorial Cottage im französischen Vence, danach bereiste er die Vereinigten Staaten, Europa und den Nahen Osten. 1973 unternahm er mit den Fotografen Grant Mudford und Wes Stacey eine Studienreise durch Zentralaustralien, wo sie besonderes Augenmerk auf den Inselberg  Uluru im Northern Territory legten.
Es folgten 1976 eine Expedition zum Lake Eyre mit dem Maler John Olsen, dem Naturforscher Vincent Serventy und Stuart Purves, dem Direktor der Australian Galleries in Melbourne, 1977 eine Reise an die Westküste der Vereinigten Staaten von Amerika, 1983 eine Reise in den Kakadu-Nationalpark sowie 1984 eine Expedition nach Ägypten einer Reihe von Auftragsarbeiten in Form von Gemälden und Zeichnungen anfertigte. 1989 bestellte ihn die Art Gallery of New South Wales als Vorstandsmitglied. Der Einrichtung gehörte er für drei Amtszeiten bis 1998 an. 1993 unternahm er eine ausgedehnte Reise durch China. 1995 zog er nach Bathurst (New South Wales) zog, wo er bis 2013 wohnte. In dieser Zeit führten ihn seine Reisen 1996 nach durch Australien, 1997 in die Türkei, 2001 nach Mexiko und 2003 nach Afrika. Mit seiner dritten Ehefrau Janet lebt er seit 2013 in der Nähe von Bowral in den Southern Highlands von New South Wales.
Seine Arbeiten sind in den Sammlungen aller großen australischen Kunstmuseen vertretenden, darunter in der National Gallery of Australia und der Art Gallery of New South Wales, zudem sind sie im Metropolitan Museum of Art in New York City zu sehen.

## Ausstellungen

### Einzelausstellungen
- 2019 – Equine Impedimenta – Tully’s Baggage, Sydney Contemporary, Carriageworks, Sydney
- 2018 – Bohemian Harbour: Artists of Lavender Bay, Sydney Living Museums, Sydney
- 2018 – Wandering to Arcadia, Sydney Contemporary, Carriageworks, Sydney
- 2018 – Wandering to Arcadia, Philip Bacon Galleries, Brisbane
- 2015 – Phillip Bacon Galleries, Brisbane
- 2012 – Phillip Bacon Galleries, Brisbane
- 2011 – Elemental Reckoning: the art of Tim Storrier, S.H. Ervin Gallery, Sydney
- 2010 – In absentia, Australian Galleries, Roylston Street, Sydney
- 2008 – Photographic works, Metro 5 Gallery, Melbourne
- 2008 – Paintings, Philip Bacon Galleries, Brisbane
- 2007 – Photographic works, kuratiert von William Wright, Drill Hall Gallery, Australian National University, Canberra
- 2006 – Boys Own, Sherman Galleries, Sydney
- 2006 – Pastoral Domestic, Metro 5 Gallery, Melbourne
- 2005 – Fireworks, Artspace Mackay, Mackay, QLD
- 2004–05 – Great Escapes, Lake Macquarie City Art Gallery, Lake Macquarie, NSW
- 2004 – Fire Dreaming, University Art Gallery, Universität Sydney, Sydney
- 2004 – Frank Saxby Acquisitions, Manning Regional Art Gallery, Taree, NSW
- 2003 – Tim Storrier: Dust and Ashes, Sherman Galleries, Sydney
- 2003 – Tim Storrier Drawings 1971–2003, Sherman Galleries, Sydney
- 2002 – Constructions, Paintings and Drawings from the 1970s and 80s, Australian Galleries, Sydney
- 2001 – Storrier, Metro 5 Gallery, Melbourne
- 2000 – Art of the Outsider, Exhibition and book launch, Sherman Galleries, Sydney
- 2000 – Still Life and Landscape, Sherman Galleries, Sydney
- 1999–00 – Wanderausstellung The Rose Crossing: Contemporary Art in Australia, Sherman Galleries, Sydney; Brisbane City Gallery, Brisbane; Hong Kong Arts Centre, Hong Kong; Singapore Art Museum, Singapore; Holmes à Court Gallery, Perth; S.H. Ervin Gallery, Sydney; Campbelltown City Bicentennial Art Gallery, Sydney
- 1999–00 – Expanding the View, Orange Regional Gallery, Orange, NSW
- 1998 – Pacific Drift, Sherman Galleries, Sydney
- 1998 – Sixth Australian Contemporary Art Fair, Royal Exhibition Building, Melbourne
- 1997 – Selected Recent Work 1996–1997, Deutscher Fine Art, Melbourne
- 1997 – Recent Work, Philip Bacon Galleries, Brisbane
- 1996 – Ritual, Sherman Galleries, Sydney
- 1996 – Embers, Sherman Galleries, Sydney
- 1996 – Tim Storrier: The Prints, Etchings, Lithographs, Screen Prints, Australian Galleries, Sydney
- 1996 – The Prints, Australian Galleries, Sydney
- 1996 – Tim Storrier: Two Decades – Paintings and Prints, Robin Gibson Gallery, Sydney
- 1996 – Colonial Postcolonial, Heide Museum of Modern Art, Melbourne
- 1996 – The Australian Experience, Galerie Konoha, Japan
- 1995 – Windows on Australia I, Australische Botschaft, Tokyo
- 1995 – Evening, Deutscher Fine Art, Melbourne
- 1995 – Schubert Galleries, Gold Coast, QLD
- 1995 – Sherman Galleries, Sydney
- 1995 – Kedumba Drawing Award, Blue Mountains Grammar School, Blue Mountains, NSW
- 1994 – Sherman Galleries, Sydney
- 1993 – Louis Newman Gallery, Los Angeles, USA
- 1993 – Wanderausstellung Tim Storrier – A Survey, Orange Regional Art Gallery, NSW; More Plains Gallery, NSW; Newcastle Region Art Gallery, NSW; Mildura Arts Centre, VIC; Dubbo Regional Art Gallery, NSW
- 1991 – Chicago International Art Exposition, Chicago, USA
- 1991 – Christopher Leonard Gallery, New York, USA
- 1990 – Blaze Lines, Fischer Fine Art London, UK
- 1989 – Burning of the Gifts, Australian Galleries, Sydney
- 1989 – Fischer Fine Art, London, UK
- 1988 – Australian Bicentennial Exhibition, Fischer Fine Art, London; Bonython Meadmore Gallery, Adelaide
- 1987 – Tim Storrier, Australian Galleries, Melbourne
- 1986 – Ticket to Eygpt, Art Gallery of New South Wales, Sydney; Art Gallery of Western Australia, Perth
- 1983 – Fischer Fine Art, London, UK
- 1982 – Robin Gibson Gallery, Sydney
- 1981 – Australian Galleries, Melbourne
- 1980 – Robin Gibson Gallery, Sydney
- 1979 – Paintings, Watercolours and Prints, Philip Bacon Galleries, Brisbane
- 1978 – Paintings, Watercolours and Sculpture, Robin Gibson Gallery, Sydney
- 1978 – Tim Storrier, Australian Galleries, Melbourne
- 1976 – Tim Storrier, Australian Galleries, Melbourne
- 1975 – Bonython Gallery, Sydney
- 1974 – Australian Landscape, Expo ‘74, Spokane, Washington, USA
- 1973 – The Death of a Warrior, Australian Galleries, Melbourne
- 1972 – Holdsworth Galleries, Sydney
- 1971 – Holdsworth Galleries, Sydney
- 1971 – Gallery One-Eleven, Brisbane

### Gruppenausstellungen
- 2020 – Wynne Prize, Art Gallery of New South Wales, Sydney
- 2019 – Australian Galleries: The Purves Family Business. The First Four Decades, Book Launch and Group Exhibition, Australian Galleries, Melbourne
- 2019 – papermade, Australian Galleries, Melbourne
- 2018 – Wynne Prize, Art Gallery of New South Wales, Sydney
- 2017 – Doug Moran National Portrait Prize, Juniper Hall, Sydney
- 2017 – Wynne Prize, Art Gallery of New South Wales, Sydney
- 2017 – Difficult Pleasures: Cressida Campbell and Tim Storrier, Contemporary Fine Arts, Charlottenburg, Berlin, Germany
- 2016 – Panorama: Part Two, TarraWarra Museum of Art, Tarrawarra, VIC
- 2016 – Recent Acquisitions from the City of Townsville Art Collection, Perc Tucker Regional Gallery, Townsville, QLD
- 2016 – Best in Show: Dogs in Australian Art, Orange Regional Gallery, Orange, NSW
- 2015 – An exhibition of paintings, sculpture & works on paper, Australian Galleries, Roylston Street, Sydney
- 2014 – Archibald Prize, Art Gallery of New South Wales, Sydney
- 2014 – Wynne Prize, Art Gallery of New South Wales, Sydney
- 2014 – one of each, Australian Galleries, Derby Street, Melbourne
- 2014 – Australia Day 2014 Celebratory Exhibition, Australian Galleries, Derby Street, Melbourne; Australian Galleries, Roylston Street, Sydney
- 2012 – Archibald Prize, Art Gallery of New South Wales, Sydney
- 2012 – Wynne Prize, Art Gallery of New South Wales, Sydney
- 2011 – large exhibition of small works, Australian Galleries, Roylston Street, Sydney; Australian Galleries, Derby Street, Melbourne
- 2011 – Wynne Prize, Art Gallery of New South Wales, Sydney
- 2011 – Archibald Prize, Art Gallery of New South Wales, Sydney
- 2010 – Summer show, Australian Galleries, Glenmore Road, Sydney
- 2010 – Australian Masters 2010, Solander Gallery, Canberra
- 2002 – Sherman Galleries, Sydney
- 2001 – Five Painters, Sherman Galleries, Sydney
- 2000–01 – Decade: Bathurst Regional Art Gallery 10th Anniversary, Bathurst Regional Art Gallery, Bathurst, NSW
- 1996 – Greg Weight, Artists’ Portraits, Manly Art Gallery and Museum, Sydney
- 1992 – Chicago International Art Exposition, Chicago, USA
- 1985 – Sporting Pictures, Robin Gibson Gallery, Sydney
- 1985 – Image and Fabric, Penrith Regional Gallery & The Lewers Bequest, Penrith, NSW
- 1984 – Sulman Prize (Winner), Art Gallery of New South Wales, Sydney
- 1983 – Adelaide Festival, Bonython Meadmore Gallery, Adelaide
- 1979–84 – Contemporary Printmakers, Print Council of Australia, Touring Canada, USA, UK
- 1978 – Impressions Gallery, Melbourne
- 1975 – Bonython Gallery, Sydney
- 1974 – Australian Landscape, Expo, Spokane, Washington, USA
- 1969 – Holdsworth Galleries, Sydney
- 1969 – Strines Gallery, Melbourne
- 1969 – Sulman Prize, Art Gallery of New South Wales, Sydney

## Nominierungen und Auszeichnungen
- 2020 – Finalist beim Wynne Prize, Art Gallery of New South Wales, Sydney
- 2018 – Finalist beim Wynne Prize, Art Gallery of New South Wales, Sydney
- 2017 – Doug Moran National Portrait Prize, Juniper Hall, Sydney
- 2014 – Archibald Prize, Art Gallery of New South Wales, Sydney
- 2012 – Archibald Prize, Art Gallery of New South Wales, Sydney
- 2003 – Ehrendoktor Doctor of Arts, Charles Sturt University, Bathurst
- 1994 – Ehrenauszeichnung Order of Australia (AM)
- 1984 – Sulman Prize, Art Gallery of New South Wales, Sydney
- 1984 – Australian Writers and Art Directors Award, Australia
- 1979 – Mining Prize, Perth
- 1978 – R.M Ansett Hamilton Art Award, Australia
- 1969 – Sulman Prize, Art Gallery of New South Wales, Sydney
- 1967 – Sakura Colour Products Prize, Australia